# Neowiz
新游控股株式会社（韓語：주식회사 네오위즈홀딩스）是一家控股企业，其公司名是一个合成词，是由NEO（新）和WIZARD（巫师）合成的。1997年5月28日由나성균成立公司“新世界的精灵”（韓語：새로운 세상의 마법사）。